# 레이철 블룸
레이철 리아 블룸(Rachel Leah Bloom, 1987년 ~ )은 미국의 희극인, 배우, 작가, 가수, 제작자이다. 공동 기획을 맡은 The CW 코미디 드라마 《크레이지 엑스 걸프렌드》(2015-19)에 출연하여 골든 글로브상, TCA 어워드, 크리틱스 초이스 텔레비전상, 프라임타임 에미상 등을 수상했다.

## 출연 작품

### 영화
- 앵그리 버드 2: 독수리 왕국의 침공 (2019) - 애니메이션
- 트롤: 월드 투어 (2020) - 바비 여왕 역 (애니메이션)
- 선과 악의 학교 (2022)
- 유어 플레이스 오어 마인 (2023)

### 텔레비전
- 크레이지 엑스 걸프렌드 (2015-19)